# Браманте, Донато
Донато Браманте, Донато ди Паскуччио ди Антонио по прозванию Браманте (итал. Donato (Donnino) di Pascuccio di Antonio detto il Bramante; июль 1444, Ферминьяно — 11 апреля 1514, Рим) — итальянский архитектор и живописец, крупнейший представитель архитектуры эпохи Высокого Возрождения, основоположник стилевого течения, именуемого «римским классицизмом начала XVI века». Его самыми известными работами являются: первый проект главного храма западного христианства — собора Святого Петра в Ватикане (перестраивался в последующие годы), частично сохранившийся дворец Бельведер (также в Ватикане), храм Темпьетто в Риме, перестройка церкви Санта-Мария-прессо-Сан-Сатиро в Милане и многие другие. Браманте является также автором нескольких сохранившихся до наших дней живописных работ.
Рафаэль Санти, родственник архитектора (по некоторым сведениям его племянник), изобразил своего друга и учителя в правой части знаменитой ватиканской фрески «Афинская школа» в образе древнегреческого математика и геометра Архимеда (или Евклида).

## Биография
Донато ди Паскуччио ди Антонио, также известный под именем Браманте Ладзари (Bramante Lazzari), настоящее имя которого было Донато д’Аньоло, родился в июле 1444 года в Монте-Асдруальдо (теперь это селение Ферминьяно, область Марке). Юность будущий архитектор провёл в Урбино, в нескольких километрах от Ферминьяно. Герцог урбинский Федерико да Монтефельтро собрал при своём дворе многих известных живописцев, учёных, поэтов и архитекторов. Там Браманте испытал влияние художников Пьеро делла Франчески и Лучано Лаураны, которых интересовали правила перспективы, его также впечатлили иллюзионистские черты в живописи Андреа Мантеньи, а также виртуозность работы ломбардских мастеров, резчиков по мрамору.
В раннем возрасте Донато отдали для обучения живописи фра Карневале (Бартоломео ди Джованни Коррадини). И хотя впоследствии Браманте приобрёл некоторую известность как живописец, его внимание вскоре было полностью поглощено архитектурой.
В 1476 году Донато Браманте был приглашён в Милан ко двору герцога Лодовико иль Моро, где он мог встречаться с Леонардо да Винчи (известно, что в 1482—1499 годах последний работал в Милане). Предполагают, что «Браманте и Леонардо обсуждали в Милане достоинства византийских крестово-купольных храмов. Зарисовки купольных центрических сооружений на полях рукописей Леонардо да Винчи относятся именно к этому времени».
Миланский период Браманте длился двадцать лет. Он возвёл несколько зданий, например, алтарную часть церкви Санта-Мария-делле-Грацие. С 1499 года после захвата Милана французскими войсками переехал в Рим. Здесь искусство Браманте приобрело классическую чистоту и монументальность. В 1500 году Папа Александр VI назначил его главным архитектором Ватикана. При папе Юлии II Донато Браманте сохранил своё положение папского архитектора. С 1503 года он вёл по поручению Юлия II обширные работы в Ватикане.
Другие выдающиеся работы Браманте — круглый храм Темпьетто во дворе монастыря Сан-Пьетро-ин-Монторио (1502), внутренний дворик церкви Санта-Мария-делла-Паче и фасад Палаццо Канчеллерия (1499—1511), одного из наиболее изысканных ренессансных дворцов в Риме. Браманте также спроектировал и начал строительство знаменитых лоджий Ватиканского дворца, но не успел эту работу завершить. После смерти Браманте в 1514 году лоджии с росписями гротесками заканчивал его племянник Рафаэль Санти и постройка получила название «Лоджии Рафаэля».
Браманте скончался в Риме в возрасте семидесяти лет в 1514 году.

## Творчество
Влияние художественных опытов юности сказалось в ранних миланских работах Браманте в архитектуре. Как живописец-перспективист, следуя теориям Филиппо Брунеллески и Леона Баттисты Альберти, он разрабатывал архитектурные композиции, основанные на перспективном иллюзионизме. Например, когда ему поручили отремонтировать и расширить церковь Санта-Мария-прессо-Сан-Сатиро в Милане, Браманте обнаружил, что его ограничивает тесное пространство, и он решил эту проблему, спроектировав «ложный», или «перспективный», хор: сооружение глубиной всего 90 см, но кажущееся достаточно протяжённым.
В своём раннем творчестве Браманте следовал традициям ломбардской архитектурной школы севера Италии. В 1492—1497 годах, перестраивая старую базилику Санта-Мария-делле-Грацие в Милане, Браманте пристроил массивную кубическую трибуну средокрестия, а над трибуной возвёл огромный двухъярусный тибуриум с характерной «ломбардской арочной галереей» и шатровым покрытием.
В базилике Сант-Амброджо в Милане Браманте построил галерею, в которой применил «аркаду по колоннам» (открытие Ф. Брунеллески), частично использовав «древесные колонны» со стилизованными сучками якобы стволов деревьев. Галерея получила название «Аркада Браманте». Похожую галерею Браманте создал в кьостро (внутреннем дворе) цистерцианского монастыря Сант-Амброджо (ныне здание Католического университета) и в Кастелло Сфорцеско.
Когда Лодовико иль Моро пал в результате захвата города французскими войсками в 1499 году, Браманте покинул Милан и поселился в Риме, где стал изучать памятники древнеримской архитектуры, прежде всего использование римлянами арок и сводов, а также римской ордерной системы, так называемой «римской архитектурной ячейки».
Ярким примером, открывающим эпоху «римского классицизма» и XVI век в истории архитектуры Высокого Возрождения, является маленький круглый храм Темпьетто во дворе монастыря Сан-Пьетро-ин-Монторио (1502), расположенного на холме Яникул в Риме: предание гласит, что именно в этом месте произошло распятие святого Петра. Браманте было поручено построить небольшой мемориальный храм, единственной задачей которого было увековечить мученичество апостола. Темпьетто имеет значение важного архитектурного эксперимента — первого опыта центрической постройки в Риме, ставшей впоследствии основным композиционным типом отдельно стоящей церкви в архитектуре Высокого Возрождения, а также своеобразной моделью нового проекта собора Св. Петра в Ватикане.
Храм представляет собой ротонду на подиуме из трёх ступеней, окруженную шестнадцатью гранитными колоннами римско-дорического ордера, балюстрадой наверху и куполом (позднее купол был значительно изменён). Двор, по замыслу архитектора, круглый в плане, также должен был быть обрамлённым дорийской колоннадой, строгой и величественной, и служить гипетральным храмом (храмом под открытым небом), а ротонда в центре должна была стать своеобразным алтарём. Таким образом возникла бы идеально центрическая композиция: «круг в круге». Этот проект не был осуществлён, двор остался не перестроенным, но Темпьетто как воплощение мечты о всепроникающей гармонии впечатляет и в наши дни.
Главная работа Браманте в Риме для папы Юлия II — разработка с 1505 года первого проекта новой базилики Святого Петра. Проект Браманте, известный по рисункам Сангалло и Серлио, и по медали Карадоссо, представлял здание с центрическим планом, куполом, поддерживаемым барабаном и окружённым четырьмя башнями. Браманте утверждал, что стремился водрузить купол Пантеона (символа древнеримской классики) на своды Храма Мира (так называли в то время базилику Максенция-Константина на Римском Форуме). Проект ватиканского храма, разработанный Браманте, следовал центрическому типу крестово-купольных зданий. В основу плана положен «греческий крест», заключённый в квадрат, на углах которого (в одном из вариантов проекта) Браманте предполагал поставить четыре высокие башни. Очевидно, что архитектор пытался соединить византийский тип церкви с традициями романской архитектуры и создать тем самым некий «вселенский храм». Можно также предположить влияние идей Леонардо да Винчи и его рисунков идеального центрического храма. Творчество Браманте — одна из вершин архитектуры Возрождения.
Браманте разработал проект огромного Ватиканского двора — Бельведера, в композиции которого архитектор соединил темы античной загородной виллы, театра и форума, чем достиг впечатления истинно царского величия. В огромном прямоугольном дворе (310×70 м) должен был разместиться папский антиквариум (собрание античной скульптуры). Внутренние фасады двора были обработаны тремя ярусами террас с аркадами лоджий. С южной стороны двор замыкала величественная экседра. Бельведер был торжественно открыт только в 1565 году, через пятьдесят лет после смерти архитектора.
В кьостро (внутреннем дворике) монастыря церкви Санта-Мария-делла-Паче, спроектированном в 1500 году, где он закрепил пропорциональный квадратный модуль, регулирующий планиметрию, Браманте сочетал четыре классических архитектурных ордера в двухэтажных лоджиях: тосканский и ионический на первом этаже, Коринфский и композитный на втором. Идеальные пропорции создают ощущение тихой гармонии и покоя. Нижний ярус оформлен аркадами с пилястрами; верхний — чередующимися через одну колоннами и пилонами. Каждая колонна верхнего яруса соответствует средней оси арки нижнего. Это создаёт сложный полифонический ритм, не нарушающий, однако, общей гармонии композиции. Считается, что этот шедевр архитектуры Браманте создал по впечатлениям от дворика Палаццо Дукале в Урбино работы Лучано Лаурана.
Классикой архитектуры стала ордерная разработка фасадов Палаццо Канчеллерия в Риме, несмотря на то, что авторство этой работы всё ещё находится под сомнением. Предположительно нижние два этажа всех четырёх фасадов возведены Андреа Бреньо (по прозванию Антонио да Монтекавалло), который использовал проекты Л. Б. Альберти, либо его братом, ассистентом Браманте. Тем не менее, В. Ф. Маркузон назвал это палаццо «первой римской постройкой общеитальянского значения». Здание высотой 24 м занимает целый квартал и включает в себя церковь Сан-Лоренцо-ин-Дамазо, интерьер которой также был перестроен Браманте. В композиции фасадов использованы характерные брамантовы окна. Фасады расчленены по горизонтали тягами на три яруса, а по вертикали — удвоенными пилястрами коринфского ордера на втором и третьем ярусах. Перемежающийся шаг плоских пилястр и арочных окон следует флорентийской концепции, воплощенной, в частности, в Палаццо Ручеллаи Л. Б. Альберти. «Плоская рустика» плавно уменьшается кверху. Примечательны идеальные пропорции и тонко рассчитанные отношения уменьшающихся снизу вверх окон. Имитация руста нижнего яруса врезками имеет древнеримское происхождение. Пропорционирование фасадов следует принципу параллельности диагоналей подобных прямоугольников, что также позволяет предположить использование Браманте и Бреньо архитектурной теории Альберти.

## Галерея
- «Аркада Браманте». 1480-е гг. Церковь Сант-Амброджо, Милан
- Кьостро цистерцианского монастыря Сант-Амброджо (ныне здание Католического университета). Милан
- Собор Санта Мария Ассунта в Павии. 1488
- Базилика Санта-Мария-делле-Грацие. Тибуриум над средокрестием церкви с характерной «ломбардской арочной галереей». 1492—1497.  Милан
- Ломбардская арочная галерея и лантерна церкви
- Базилика Санта-Мария-прессо-Сан-Сатиро. Перспективный хор. 1482—1486. Милан
- Базилика Санта-Мария-прессо-Сан-Сатиро. Сакристия. 1482—1486. Милан
- Темпьетто. 1502. Рим
- Кьостро (дворик) монастыря Санта-Мария-делла-Паче. 1504
- Палаццо Каприни (Палаццо Рафаэля). Проект Д. Браманте. 1509. Рим. Офорт 1549 г.
- Палаццо Канчеллерия. Восточный фасад. 1483—1513. Рим
- Палаццо Торлония. Между 1496 и 1507 гг. Главный фасад. Приписывается Д. Браманте. Рим
- Проект собора Святого Петра. 1505
- План Собора Святого Петра. 1505
- Собор Святого Петра на медали Карадоссо. Вариант 1506 г.

Влияние Браманте на архитектуру своего времени было глубоким и длительным. Это влияние испытали Сансовино, Санмикели, Рафаэль, Перуцци, Антонио да Сангалло, которые неоднократно помогали Браманте на строительных площадках.

## Основные проекты Браманте
- Миланский период:
  - Санта-Мария-прессо-Сан-Сатиро (его первая архитектурная работа) (1482—1486). Представляет собой перестройку и переоформление здания, сооружённого в IX веке. Комплекс включает в себя короткую Т-образную в плане трёхнефную перекрытую цилиндрическими сводами церковь и восьмигранную сакристию у правой ветви трансепта. Пространство средокрестия перекрыто полусферическим куполом на парусах и низком барабане. Все основные конструктивно-архитектурные элементы купола заимствованы у Брунелески, он является как бы дальнейшей проработкой купола капеллы Пацци. Внутри купол церкви Санта Мария прессо Сан-Сатиро представляет кессонированную сферическую поверхность с круглым световым окном посередине.
  - Собор в Павии (1488). Браманте — один из строителей.
  - Санта-Мария-делле-Грацие (1492—1497). Браманте занимался перестройкой старинной церкви. Ему принадлежит общая идея, и он лично построил лишь алтарную часть, двухъярусный тибуриум над средокрестием церкви с характерной ломбардской галереей и невысоким шатровым покрытием с башней. Характерный приём — ступенчатое расположение отдельных частей здания, что ещё сильнее выявляет композиционный центр. Именно Браманте построил при этой церкви трапезную, где впоследствии Леонардо да Винчи написал свою «Тайную Вечерю»

- Римский период:
  - Клуатр церкви Санта-Мария-делла-Паче (1504). Выдающийся памятник раннего римского классицизма. Композиция фасадов клуатра делится на два яруса. Первый ярус оформлен аркадой с пилястрами ионического ордера, второй — открытая лоджия, поддерживаемая чередующимися столбами и колоннами.
  - Палаццо Канчеллериа (1483—1513). Проект Д. Браманте. Строительство А. Бреньо. Фасады протяженные, из травертина, взятого из облицовки древнеримского Колизея, с имитацией руста и характерными брамантовыми окнами. Композиция фасадов по горизонтали делится на три яруса, по вертикали — пилястрами с капителями коринфского ордера. Двор оформлен двухъярусной аркадой типа лоджии. Первые два яруса — аркады с колоннами тосканского ордера, третий ярус — пилястры. Гранитные колонны первого яруса взяты из старой церкви Сан-Лоренцо-ин-Дамазо.
  - Дворец Бельведер. (1505). Не осуществлён. Предполагался единым ансамблем с террасной организацией пространства на единой оси.
  - Лестница Браманте (1505), служащая связующим звеном между Бельведерским и Апостольским дворцами. Оригинальный проект: лестница имеет форму двойного спирального пандуса для одновременного подъёма и спуска всадников и телег с поклажей.
  - Церковь Сан-Лоренцо-ин-Дамазо. перестройка интерьера (1510)
  - Темпьетто — «Маленький храмик» в форме ротонды в центре монастырского двора Сан-Пьетро-ин-Монторио (проект предусматривал перестройку всего двора с созданием круглой колоннады с ротондой в центре). Интерьер со статуей Св. Петра (по одной из версий казнённого именно на этом месте) имеет крипту. Форма купола позднее была изменена.
  - Собор Святого Петра. (1506—1514). В основе плана Браманте лежал равноконечный греческий крест. В углах должны были располагаться четыре купольные капеллы, а по углам внешнего объёма четыре колокольни. Композиция предполагалась центрально-осевая и строго симметричная. Ко времени смерти Браманте были возведены лишь четыре средних пилона и часть южной стены. Позднее, после многих перестроек, собор приобрел базиликальный план.

## Память о Браманте
- В честь Браманте назван кратер на Меркурии.
- Брамантово окно — особый тип оконного проема с полуциркульным, арочным завершением, включенный в обрамление прямоугольного формата, образованного пилястрами по сторонам и архивольтом в верхней части. Впервые использован Браманте в оформлении южного фасада Палаццо Канчеллерия в Риме.